# Macdonaldtown Railway Station
Macdonaldtown Railway Station är en järnvägsstation belägen i Macdonaldtown i New South Wales i Australien som invigdes 1878. Stationen flyttades 1892 i samband med att banan mellan Illawarra Junction (nära Redfern) och Homebush byggdes ut från två till fyra spår. Macdonaldtown ingår i Sydneys pendeltågsnät och är belägen på linjen T2 Inner West & Leppington Line som löper från City Circle till Parramatta och Leppington. Stationens första signalställverk invigdes 1890 och ersattes året därpå av ett signalställverk som stängdes i september 1913.